# Corazones rotos
Corazones rotos es una película de 2001 coproducida por México, Brasil y Uruguay, y dirigida por Rafael Montero. Está protagonizada por Rafael Sánchez-Navarro, Verónica Merchant, Norma Herrera, Ana Martín, Carmen Montejo y Lorena Rojas, el drama muestra el cruce de tres historias: una familia que enfrenta la pobreza, el hijo de una prostituta que procura entender la vida de su madre y una joven que no logra controlar la vida de sus hijas.

## Nominaciones
- Premio Golden Pyramid en el Festival Internacional de Cine de El Cairo de 2002: Rafael Montero.
- Premio Ariel a mejor actor de cuadro (Luis de Icaza), mejor escenografía, mejor vestuario y mejor maquillaje.